# Liste des médias ethniques du Grand Toronto
| Nom du Média                               | Support    | Communauté      | Notes                                      |
| ------------------------------------------ | ---------- | --------------- | ------------------------------------------ |
| A1 Chinese Radio                           | Radio      | Chinoise        |                                            |
| All TV                                     | TV         | Coréenne        |                                            |
| Bits Magazine                              | Papier     | Japonaise       |                                            |
| Canada Authayan                            | Papier     | Tamoul          |                                            |
| Canadian City Post                         | Papier     | Chinoise        |                                            |
| Canadian Immigrant                         | Papier     | Multiculturelle |                                            |
| CanIndia News                              | Papier     | Sud Asiatique   |                                            |
| Ethnic Channels Group                      | Télévision | Chinoise        |                                            |
| Fairchild Radio                            | Radio      | Chinoise        |                                            |
| Fairchild TV                               | Télévision | Chinoise        |                                            |
| Gazeta                                     | Papier     | Polonaise       |                                            |
| Immigrant Newsline                         | Papier     | Sud Asiatique   |                                            |
| Korea Canada Central Daily (JoongAng Ilbo) | Papier     | Coréenne        |                                            |
| Korea Times Daily (Hankook Ilbo)           | Papier     | Coréenne        |                                            |
| Ming Pao Daily                             | Papier     | Chinoise        |                                            |
| OmniTV                                     | Télévision | Multiculturelle |                                            |
| Russian Guide                              | Papier     | Russe           |                                            |
| Sing Tao Daily                             | Papier     | Chinoise        | Version papier disparu depuis 28 août 2022 |
| The Philippine Reporter                    | Papier     | Philippine      |                                            |
| The Weekender                              | Papier     | Sud Asiatique   |                                            |
| The Weekly Voice                           | Papier     | Sud Asiatique   |                                            |
| Thoi Bao                                   | Papier     | Vietnamienne    |                                            |
| World Journal                              | Papier     | Chinoise        | Disparu depuis 2016                        |
| WowTV                                      | Télévision | Chinoise        |                                            |